# Loriana Casagrande
Loriana Casagrande ist eine Bühnen- und Kostümbildnerin, die u. a. am Burgtheater Wien und am Schauspiel Frankfurt arbeitet.

## Künstlerischer Werdegang
Casagrande studierte Bühnen- und Kostümgestaltung sowie Ausstellungsarchitektur am Mozarteum in Salzburg und an der Norwegian Theatre Academy in Fredrikstad. Währenddessen assistierte sie bei den Salzburger Festspielen, am Grand Théâtre de la Ville de Luxembourg und an der Wiener Staatsoper. Im Anschluss an ihr Studium arbeitete sie u. a. am Theater Chemnitz, Theater Trier, Theater Augsburg, in der BlackBox in Fredrikstad und an der Abtei Neumünster in Luxemburg. Von 2017 bis 2019 war sie feste Bühnenbildassistentin am Schauspiel Frankfurt.
Sie hat u. a. mit Tina Lanik, Christian Brey, Julia Wissert und Tim Crouch zusammengearbeitet.

## Arbeiten (Auswahl)
2013–2017
- Bühne für Herr mit Sonnenbrille von Gerhild Steinbuch am Theater Chemnitz | Regie: Mirja Biel, Joerg Zboralski[6]
- Kostüm- und Bühnenbildmitarbeit bei Ein Sportstück von Elfriede Jelinek am Mozarteum Salzburg | Regie: Tina Lanik[2]
- Lichtdesign für Die Hamletmaschine von Heiner Müller an der Norwegian Theatre Academy | Regie: Ann Kristin Rommen[7]
- Kostüme für Kohlhaas nach Heinrich von Kleist am Theater im KunstQuartier Salzburg | Regie: Julia Wissert[3]
- Reflecting Light – eine Installation von Mareike Dobewall, Inga Aleknaviciute und Loriana Casagrande im Norwegian Teknisk Museum in Oslo[8]
- Gestaltung der Ausstellung Entfaltung am Mozarteum Salzburg | Kuratorin: Susanne Prucher[9]
- Bühne und Kostüme für Welcome to paradise – eine Koproduktion von La Compagnie du Grand Boube und Centre Culturel Régional „Op der Schmelz“ | Regie: Carole Lorang[10]
- Bühne und Kostüme für Die Präsidentinnen von Werner Schwab am Theater Trier | Regie: Anne Sokolowski[11]

2018
- Bühne für Abschied von den Eltern von Peter Weiss am Schauspiel Frankfurt | Regie: Kornelius Eich[12]
- Bühne für Gegen alle Widerstände nach Peter Weiss, Emmi Bonhoeffer, Hannah Arendt u. a. am Schauspiel Frankfurt | Regie: Marie Schwesinger[13]
- Bühne für An Oak Tree von Tim Crouch am Schauspiel Frankfurt | Regie: Tim Crouch[4]
- Bühne für Patentöchter von Corinna Ponto und Julia Albrecht am Schauspiel Frankfurt | Regie: Regina Wenig[14]

2019–2021
- Bühne für Ich rufe meine Brüder von Jonas Hassen Khemiri am Burgtheater Wien | Regie: Anne Sokolowski[15]
- Bühne für Wieder da von Fredrik Brattberg am Schauspiel Frankfurt | Regie: Kornelius Eich[16]
- Bühne für Cendrillon von Jules Massenet am Stadttheater Klagenfurt, zusammen mit Paul Zoller | Regie: David Hermann | Musikalische Leitung: Nicholas Carter[17]
- Bühne für Hippolyte et Aricie von Jean-Philippe Rameau am Nationaltheater Mannheim, zusammen mit Paul Zoller | Regie: Lorenzo Fioroni | Musikalische Leitung: Bernhard Forck[18]
- Bühne und Kostüme für Widerhall – Der Frankfurter Auschwitzprozess im studioNaxos | Regie: Marie Schwesinger[19]
- Bühne und Kostüme für Drei Männer und ein Baby von Coline Serreau am Theater THESPISKARREN | Regie: Christian Brey[5]
- Konzept und Umsetzung von Der Rache nicht – Ein dokumentarischer Audio-Walk im Stadtraum Frankfurt (studioNaxos) | Produktion: Kollektiv Widerhall[20]